# De Hvide Busser (dokumentarfilm)
|  | Denne artikel er oprettet af botten Steenthbot ud fra en ekstern database. Den kan derfor have sproglige fejl eller mangler. Denne skabelon kan fjernes efter kontrol af indholdet. |

De Hvide Busser er en dansk dokumentarisk optagelse fra 1945.

## Handling
Fragmenterede og sine steder rystede optagelser af De Hvide Busser, der kører igennem bl.a. Haderslev, og hjælpearbejde samt bespisning på Padborg Karantænestation samt ved Kruså. Fritze Wedel-Wedelsborg, som var koordinator for Røde Kors, ses.